# ظافر حداد
ظافِر حَدّاد (؟-۱۱۵۴م) (نسب کامل: ابومنصور ظافر بن قاسم بن منصور بن عبدالله بن خلف) فقیه و شاعر عربی مصری بود. از آنجا که پیش از شاعری، آهنگر بود، به حداد شهرت یافت. نزد حاکمان و اعیان نفوذ پیدا کرد و آنان را مدح نمود، مانند أفضل بن بدر جمالی و طلائع بن رزیک. همچنین با امیه بن عبدالعزیز اندلسی دوستی داشت. درگذشت او در نوامبر ۱۱۵۴م/ محرم ۵۲۹ق روی داد. دیوان اشعار او شامل مدایح، مراثی و مقطعات است. 